# Tuctapari
Tuctapari (auch: San Lorenzo de Tuctapari oder San Lorenzo de Potosí) ist eine Ortschaft im Departamento Potosí im südamerikanischen Anden-Staat Bolivien.

## Lage im Nahraum
Tuctapari ist der zentrale Ort des Kanton Tuctapari und liegt im Municipio Caiza „D“ in der Provinz José María Linares. Die Ortschaft liegt auf einer Höhe von 3187 m am Río Pila Mayu, der zehn Kilometer unterhalb der Ortschaft in den Río Vitichi fließt.

## Geographie
Tuctapari liegt am Südostrand der kargen Hochebene des bolivianischen Altiplano. Das Klima ist wegen der Binnenlage kühl und trocken und durch ein typisches Tageszeitenklima gekennzeichnet, bei dem die Temperaturschwankungen zwischen Tag und Nacht im langjährigen Mittel deutlich größer sind als die jahreszeitlichen Schwankungen.
Die Jahresdurchschnittstemperatur liegt bei 13 °C (siehe Klimadiagramm Vitichi) und schwankt nur unwesentlich zwischen 10 °C im Juni/Juli und gut 15 °C von November bis März. Der Jahresniederschlag beträgt nur etwa 400 mm, mit einer stark ausgeprägten Trockenzeit von April bis Oktober mit Monatsniederschlägen unter 20 mm, und einer Feuchtezeit von Dezember bis Februar mit etwa 80 mm Monatsniederschlag.

## Verkehrsnetz
Tuctapari liegt in einer Entfernung von 66 Straßenkilometern südlich von Potosí, der Hauptstadt des Departamentos.
Von Potosí aus führt die insgesamt 1215 Kilometer lange asphaltierte Nationalstraße Ruta 1 in südlicher Richtung nach Cuchu Ingenio und dann weiter über Tres Cruces nach Tarija und Bermejo an der argentinischen Grenze. Bei Cuchu Ingenio zweigt die Ruta 14 nach Südosten ab, erreicht nach 27 Kilometern Tuctapari und führt weiter über Vitichi, Tumusla und Tupiza nach Villazón an der argentinischen Grenze.

## Bevölkerung
Die Einwohnerzahl des Ortes ist in den vergangenen beiden Jahrzehnten auf mehr als das Doppelte angestiegen:
| Jahr | Einwohner | Quelle       |
| ---- | --------- | ------------ |
| 1992 | 130       | Volkszählung |
| 2001 | 187       | Volkszählung |
| 2012 | 332       | Volkszählung |
| 2024 |           | Volkszählung |

Die Region weist einen deutlichen Anteil an Quechua-Bevölkerung auf, im Municipio Caiza „D“ sprechen 97 Prozent der Bevölkerung Quechua.

## Persönlichkeiten
- Carlos Medinaceli (1789–1841), bolivianischer General im Unabhängigkeitskrieg